# Corts de Traiguera-Sant Mateu
Les Corts de Traiguera-Sant Mateu de 1429, corts generals del regne de València, foren convocades per Alfons V d'Aragó el dia 11 d'octubre de 1429, a Peníscola estant, per a reunir-se a Traiguera el 3 de novembre. El 5 de desembre es traslladen a Sant Mateu, on finalitzen el 19 de desembre del mateix any.
A aquestes corts foren convocats, pel braç reial, les ciutats de València i Xàtiva, i les viles i llocs de Morella, Alzira, Oriola, Castelló, Borriana, Vila-real, Alacant Castellfabib, Cullera, Alpont, Llíria, Penàguila, Peníscola, Ontinyent, Biar, Corbera i Cabdet, on les últimes quatre localitats no assistiren; pel braç eclesiàstic, els bisbes de València i de Tortosa, els mestres de Montesa, Calatrava i Sant Jaume, el general de la Mercè, els abats de Valldigna, Benifassà, Poblet i Sant Bernat de Rascanya, els priors de Valdecrist i Porta Coeli, els comanadors de Montalban i Torrent, de Sant Joan de Jerusalem, i els de Begís i Castell de Castells, de Calatrava; i pel braç militar, 3 grans barons (la reina vídua Violant, Frederic, comte de Luna, i el comte Joan de Prades), 42 nobles, 65 cavallers i 16 donzells, dels quals assistiren cent tres.
En la proposició reial de l'11 de novembre, Alfons V demana ajuda per a sostenir la guerra amb Castella. Pocs dies després les corts ofereixen 750 homes armats a cavall i 250 patges, per 4 mesos de durada, finançat mitjançant un sistema de contribució directa, la tatxa (repartiment entre les cases).
El darrer dia de les corts, el 19 de desembre, queden resolts els greuges presentats pels braços (37 l'eclesiàstic, 10 el militar i 2 el reial) i es nomenen els oficials de la Diputació del General, però no s'aprova cap fur.